# ICA Gruppen
ICA Gruppen (nome completo Inköpscentralernas aktiebolag) è una società di grande distribuzione svedese con sede a Solna fondata nel 1938. Il gruppo possiede anche una banca, una divisione immobiliare e una catena di farmacie.

## Storia
L'azienda fu fondata nel 1938, sulla base di un modello di business che fu introdotto da Hakonbolagen nel 1917. La maggior parte delle sue attività ha sede in Scandinavia e l'azienda è la seconda più grande azienda di vendita al dettaglio nei paesi nordici.
La società era di proprietà dei dettaglianti partecipanti all'intesa fino al 2000, quando metà della società è stata venduta al rivenditore olandese Ahold. Gli olandesi hanno acquisito un ulteriore 10% nel 2004. L'obbligo contrattuale impedisce ad Ahold di esercitare il controllo maggioritario sull'ICA.
Nel 2013 Ahold ha venduto le sue azioni ad Håkon per 3,1 miliardi di dollari.  Nel 2019, Hemtex è stato venduto alla catena tessile per la casa norvegese Kid ASA.

## Struttura

### Apotek Hjärtat
ICA Gruppen possiede la catena di negozi di farmacia Apotek Hjärtat, che ICA ha acquistato nel 2014. Apotek Hjärtat ha 390 negozi in Svezia.

### Rimi Baltic
La controllata al 100% di ICA Rimi Baltic gestisce supermercati e ipermercati in Estonia, Lettonia e Lituania.

### ICA Bank
ICA Bank opera in Svezia e ha accordi con quasi tutti i negozi ICA del paese. L'idea di base è quella di offrire servizi bancari che creano fedeltà tra i clienti di ICA, nonché di aumentare la quota di transazioni in negozio eseguite con le carte ICA invece di carte più costose da altre banche.

### ICA Real Estate
La missione di ICA Real Estate è quella di soddisfare le esigenze del Gruppo per proprietà nelle giuste località in Svezia e Norvegia. Il Gruppo possiede circa duecento proprietà immobiliari.